# Pfarrkirche Ferlach

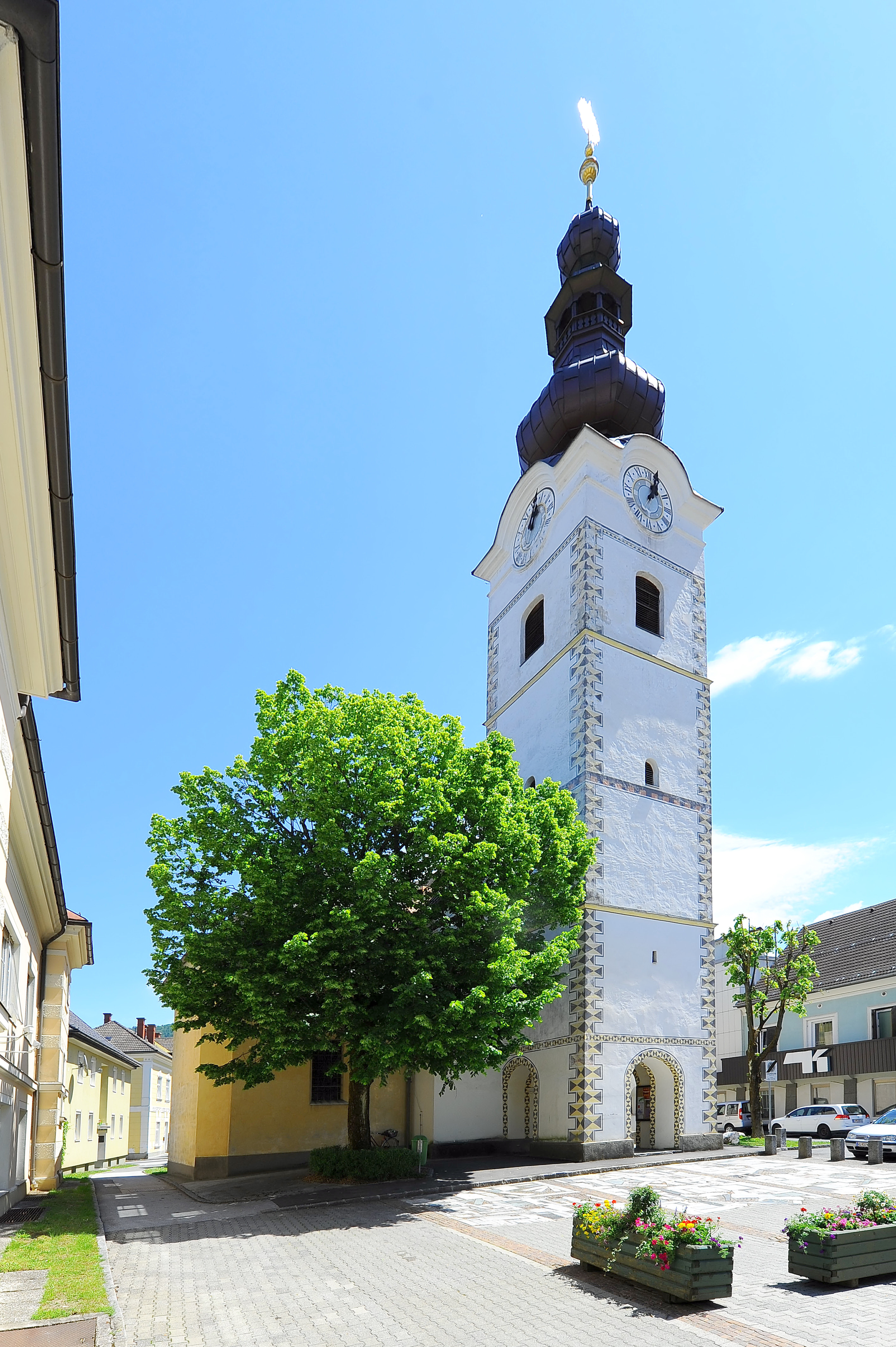

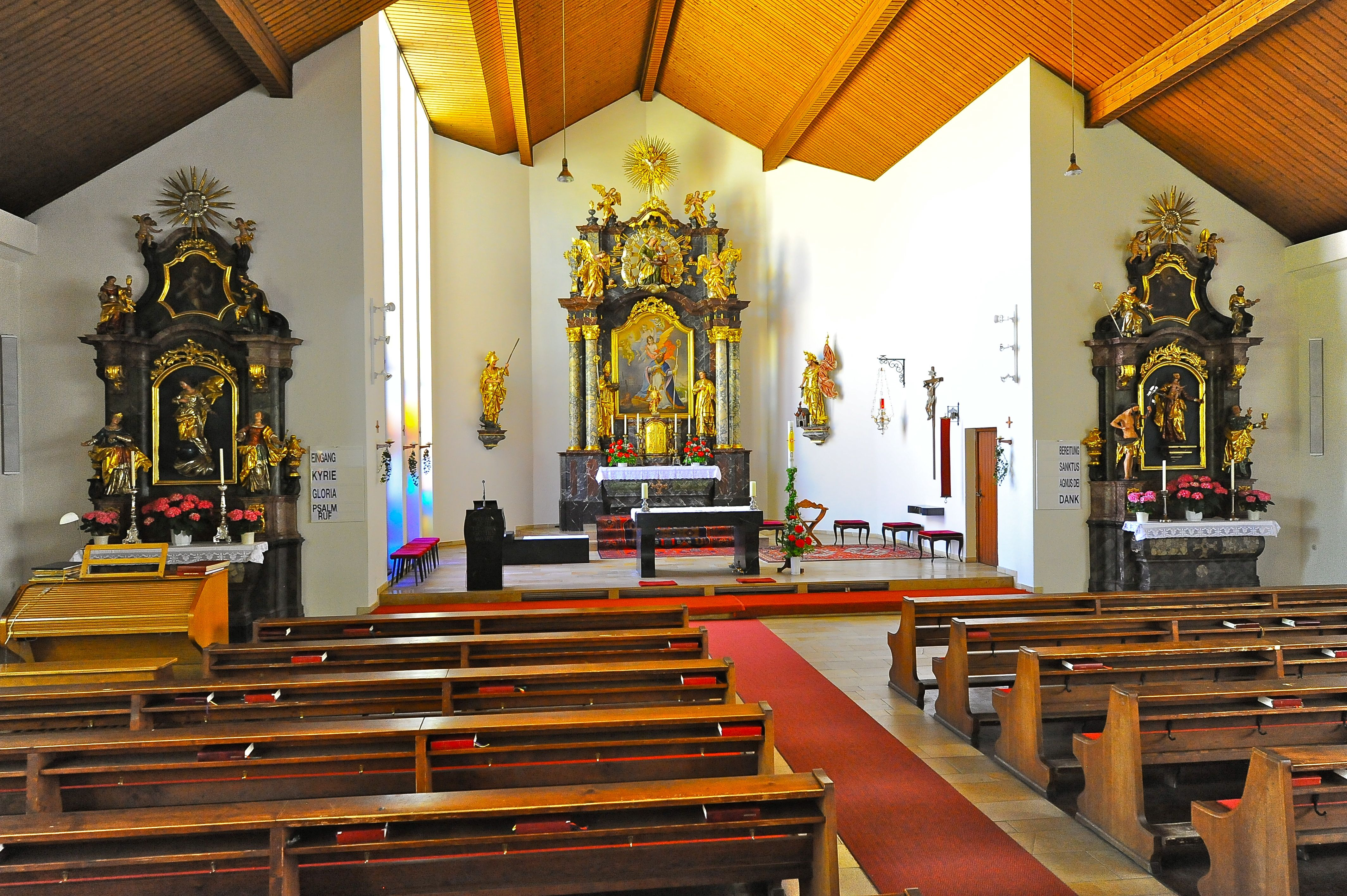
Innenansicht

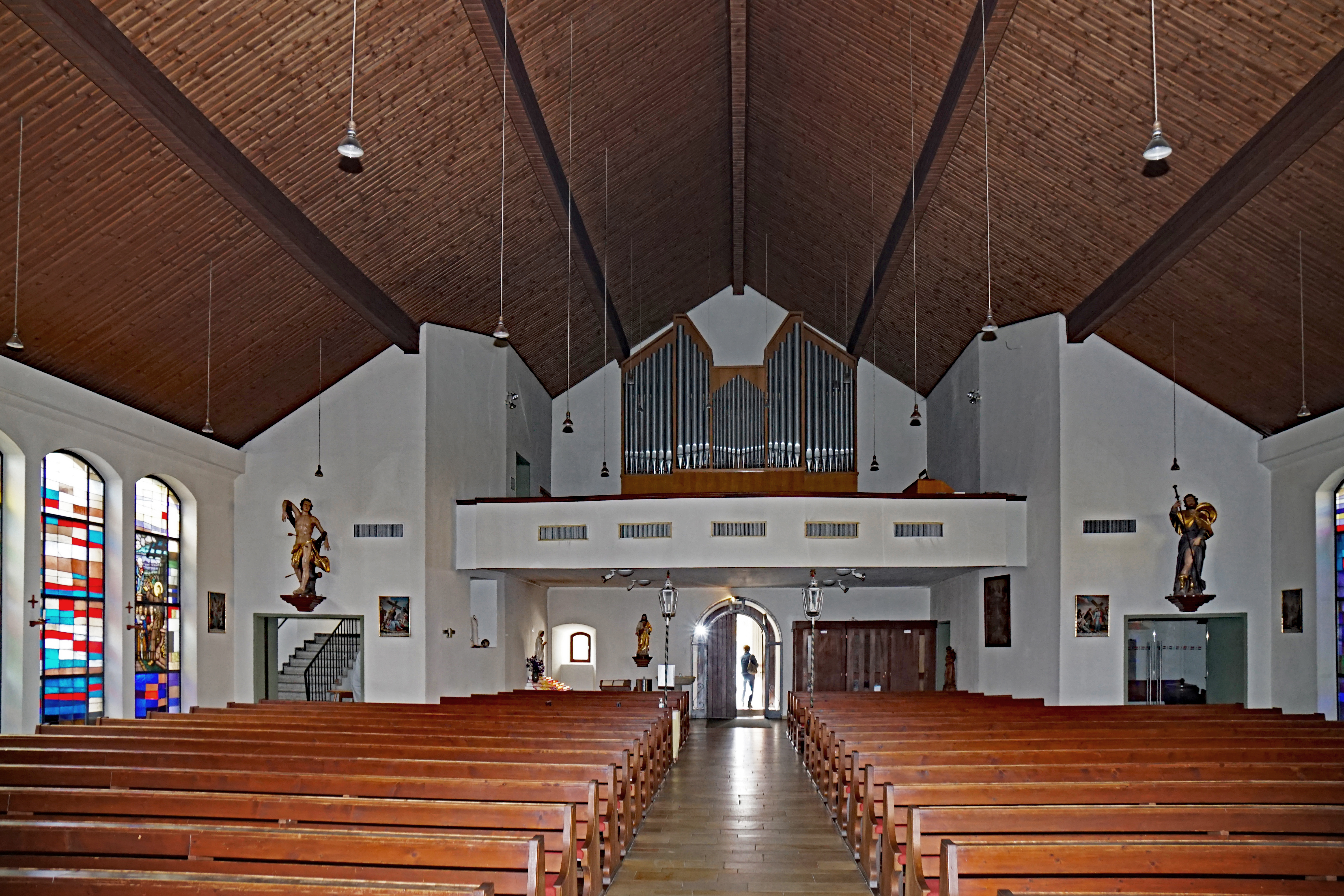
Innenansicht nach Westen zur Orgelempore

Die Pfarrkirche Ferlach ist erhöht abseits des Marktplatzes von Ferlach gelegen und ist dem heiligen Martin geweiht. Die ehemalige Filiale der Urpfarre Kappel wurde 1799 zur Pfarre erhoben.

## Bauwerk
Die heutige Kirche ist großteils ein Neubau nach den Plänen des Architekten Anton Zemann, der 1969/70 an Stelle eines kleinen barocken Baues errichtet wurde. Von der alten Kirche wurden die Westfassade mit vorgestelltem Turm sowie eine Nordkapelle übernommen. An der Außenwand ist die Wappengrabplatte der Maria Eva Victoria von Silbernagel († 1751) angebracht. Der dreigeschoßige Turm von 1747 wird von einem Zwiebelhelm mit Laterne bekrönt. Im offenen, kreuzgratgewölbten Turmerdgeschoß befindet sich das barocke Westportal.
Die Farbglasfenster des Kirchenschiffs wurden nach Entwürfen von Karl Bauer (1905–1993) angefertigt.

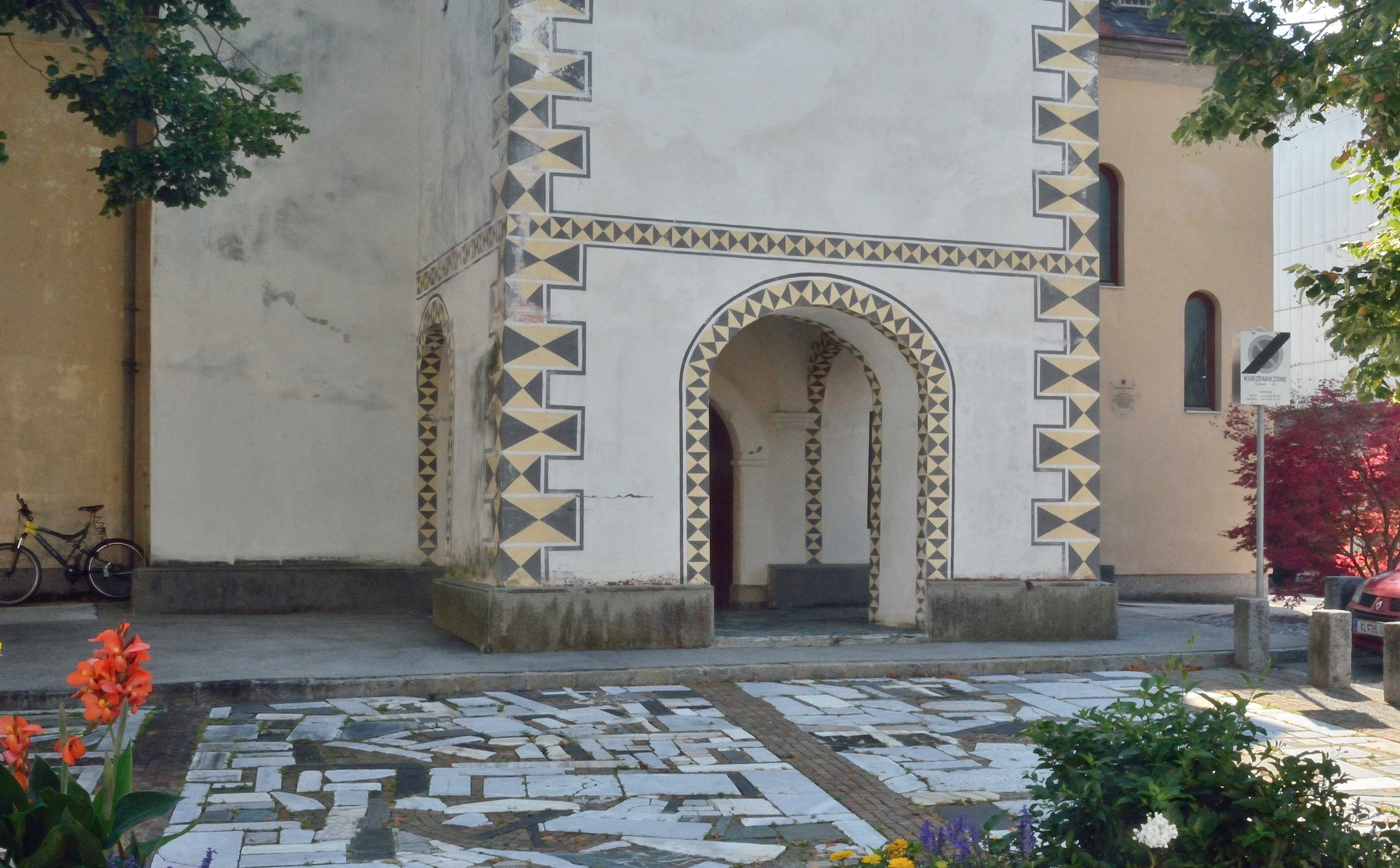
Westportal
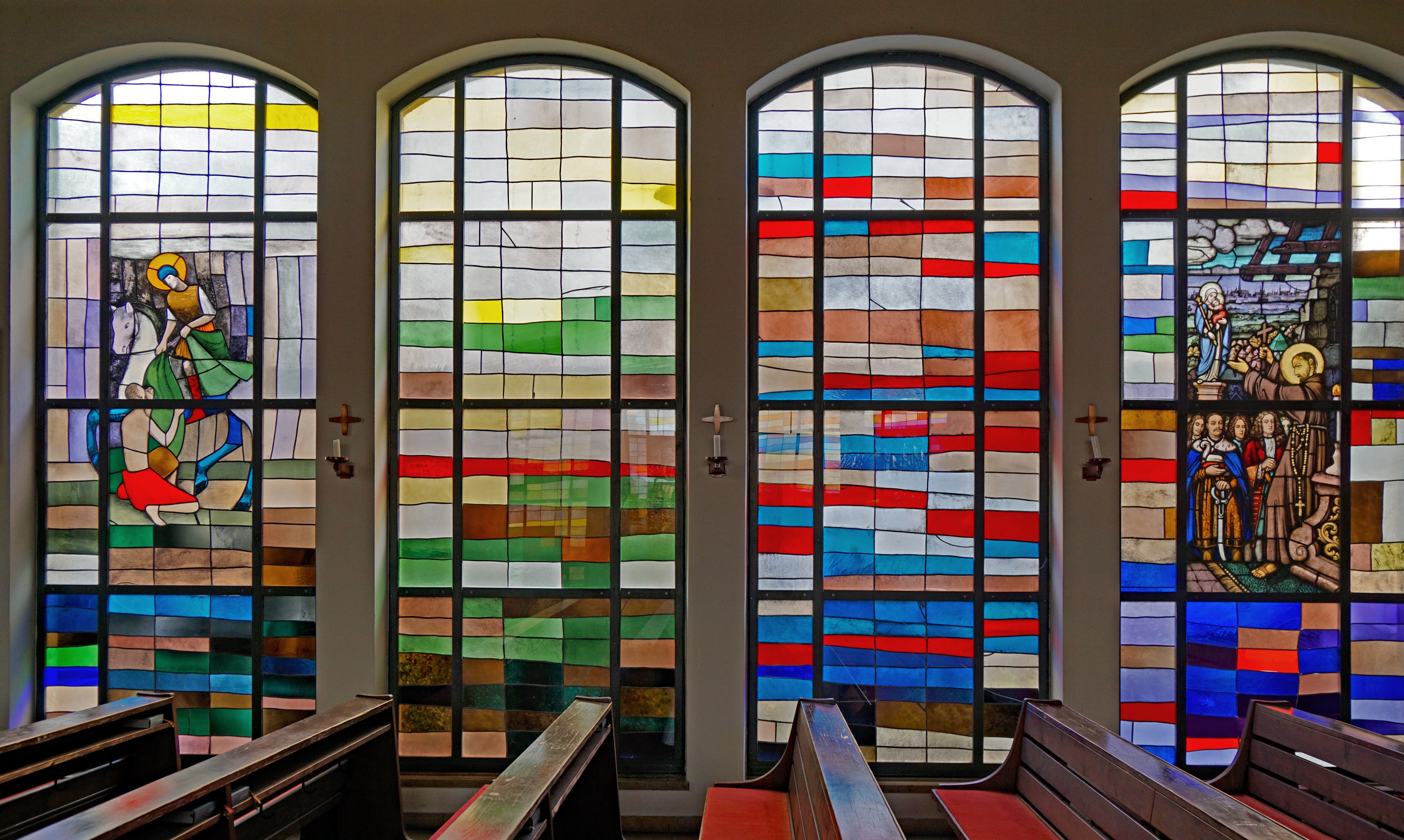
Farbglasfenster der südl. Langhauswand

## Einrichtung
Die drei Altäre stammen aus dem dritten Viertel des 18. Jahrhunderts. Das Altarblatt mit der Darstellung des Kirchenheiligen malte 1844 Josef Sattmann. Seitlich stehen die Statuen eines heiligen Bischofs und des heiligen Laurentius. Den Aufsatz bildet eine Schnitzgruppe mit dem Unterricht Mariens. Neben dem Hochaltar die Konsolfigur der Heiligen Georg und Florian aus dem 18. Jahrhundert als Schreinwächter aufgestellt.
Der linke Seitenaltar trägt eine kniende Immaculatafigur zwischen den Heiligen Apollonia und Katharina, das Aufsatzbild zeigt die heilige Margareta, flankiert von den Figuren der Heiligen Luzia und Barbara.
Am rechten Seitenaltar steht die Figur des heiligen Josef zwischen den beiden Johannes, das Aufsatzbild gibt Franz von Assisi wieder, umgeben von den Statuetten der Heiligen Leonhard und Ulrich.
Das Vortragekreuz stammt aus dem 18. Jahrhundert, das Lavabo mit Ritterkopf in der Sakristei aus dem 17. Jahrhundert.
Drei in der Tiroler Glasmalerei- und Mosaikwerkstätten Innsbruck gefertigte Glasgemälde wurden aus der alten Kirche übernommen und stellen Szenen aus den Türkenkriegen dar: Einzug des Kaisers Leopold in das befreite Wien, Seeschlacht von Lepanto sowie  den Kaiser Leopold und den König Johann Sobieski segnenden Markus von Aviano. Die Farbglasfenster im Kirchenschiff wurden nach Entwürfen von Karl Bauer gefertigt. Das Wandbild in der nordwestlichen Kapelle von August Veiter aus den Jahren 1892/1894 zeigt die Kreuzigung.
Zu beiden Seiten unter der Orgelempore stehen Konsolfiguren der Pestheiligen Sebastian und Rochus. Die Kreuzwegbilder stammen aus der Pfarrkirche St. Peter in Holz.